# HD 159633
HD 159633，又名CD-3711723，SAO 209034、HR 6557，是一颗恒星，视星等为6.26，位于銀經351.34，銀緯-3.37，其B1900.0坐标为赤經17h 30m 35.7s，赤緯-38° -3.37′ 12″。